# Эстония на Европейских играх 2019
Эстония принимала участие в Европейских играх 2019 года в Минске (Беларусь) с 21 по 30 июня 2019 года. Эстония отправила 68 участников, что является их рекордным показателем на Европейских играх. Из 15 видов спорта Эстония приняла участие в 13 – всех, кроме пляжного футбола и настольного тенниса.

## Медали
| Серебро |                                                         |                                       |         |
| №       | Спортсмены                                              | Вид спорта (дисциплина)               | Дата    |
| 1       | Ало Якин                                                | Велоспорт (групповая гонка, мужчины)  | 23 июня |
| 2       | Мерике Андерсон Кадри-Анн Ласс Анника Кёстер Яанне Пулк | Баскетбол (женщины)                   | 24 июня |
| Бронза  |                                                         |                                       |         |
| №       | Спортсмены                                              | Вид спорта (дисциплина)               | Дата    |
| 1       | Эпп Мае                                                 | Борьба (до 76 кг, женщины)            | 28 июня |
| 2       | Рауль Муст                                              | Бадминтон (одиночный разряд, мужчины) | 29 июня |
| 3       | Павел Артамонов                                         | Карате (до 75 кг, мужчины)            | 30 июня |